# Liste der Baudenkmale in Tostedt
In der Liste der Baudenkmale in Tostedt sind die Baudenkmale der niedersächsischen Gemeinde Tostedt im Landkreis Harburg aufgelistet. Der Stand der Liste ist der 16. November 2020. Die Quelle der Baudenkmale ist der Denkmalatlas Niedersachsen.

## Allgemein
In den Spalten befinden sich folgende Informationen:
- Lage: die Adresse des Baudenkmales und die geographischen Koordinaten. Kartenansicht, um Koordinaten zu setzen. In der Kartenansicht sind Baudenkmale ohne Koordinaten mit einem roten Marker dargestellt und können in der Karte gesetzt werden. Baudenkmale ohne Bild sind mit einem blauen Marker gekennzeichnet, Baudenkmale mit Bild mit einem grünen Marker.
- Bezeichnung: Bezeichnung des Baudenkmales
- Beschreibung: die Beschreibung des Baudenkmales. Unter § 3 Abs. 2 NDSchG werden Einzeldenkmale und unter § 3 Abs. 3 NDSchG Gruppen baulicher Anlagen und deren Bestandteile ausgewiesen.
- ID: die Objekt-ID des Baudenkmales
- Bild: ein Bild des Baudenkmales, ggf. zusätzlich mit einem Link zu weiteren Fotos des Baudenkmals im Medienarchiv Wikimedia Commons. Wenn man auf das Kamerasymbol klickt, können Fotos zu Baudenkmalen aus dieser Liste hochgeladen werden:

## Tostedt

### Gruppe baulicher Anlagen
| Lage                                     | Bezeichnung         | Beschreibung                                      | ID       | Bild           |
| ---------------------------------------- | ------------------- | ------------------------------------------------- | -------- | -------------- |
| Himmelsweg 53° 16′ 57″ N, 9° 42′ 32″ O   | Kirche u. Pfarrhaus | Baudenkmal Gruppe der Kirche St. Johannes Tostedt | 26969865 | Weitere Bilder |
| Himmelsweg 23 53° 17′ 0″ N, 9° 42′ 29″ O | Geschäftshaus       | Baudenkmal Gruppe                                 | 26969884 |                |

### Einzelobjekte
| Lage                                            | Bezeichnung                      | Beschreibung                                       | ID       | Bild           |
| ----------------------------------------------- | -------------------------------- | -------------------------------------------------- | -------- | -------------- |
| Am Bahnhof 2 53° 16′ 29″ N, 9° 44′ 11″ O        | Bahnhof Tostedt, Empfangsgebäude |                                                    | 26963496 | Weitere Bilder |
| Am Helferichheim 20 53° 16′ 27″ N, 9° 43′ 56″ O | Helferichheim, Pflegeheim        |                                                    | 26963479 | BW             |
| Am Sande 1 53° 16′ 54″ N, 9° 42′ 43″ O          | Wohnhaus                         |                                                    | 26963463 |                |
| Am Sande 1 53° 16′ 54″ N, 9° 42′ 43″ O          | Pflasterung                      | Historisches Kopfsteinpflaster in Tostedt Am Sande | 26963573 |                |
| Am Sande 2 53° 16′ 55″ N, 9° 42′ 47″ O          | Gasthaus                         |                                                    | 26963420 |                |
| Dieckhofstraße 15 53° 16′ 59″ N, 9° 42′ 37″ O   | Schule                           |                                                    | 26963376 |                |
| Himmelsweg 6 53° 16′ 56″ N, 9° 42′ 33″ O        | St.-Johannes-Kirche              |                                                    | 26963316 | Weitere Bilder |
| Himmelsweg 8 53° 16′ 58″ N, 9° 42′ 32″ O        | Pfarrscheune                     |                                                    | 26963406 |                |
| Himmelsweg 10 53° 16′ 58″ N, 9° 42′ 31″ O       | Pfarrhaus                        |                                                    | 26963390 |                |
| Himmelsweg 23 53° 17′ 0″ N, 9° 42′ 29″ O        | Nebengebäude                     |                                                    | 26963332 | BW             |
| Himmelsweg 23 53° 17′ 0″ N, 9° 42′ 29″ O        | Sparkasse Tostedt                |                                                    | 26963346 |                |
| Neddernhof 28 53° 16′ 58″ N, 9° 46′ 39″ O       | Bauernhaus                       |                                                    | 26963527 | BW             |
| Poststraße 19 53° 13′ 59″ N, 9° 38′ 38″ O       | Kleinbauernstelle, Bauernhaus    |                                                    | 26963556 | BW             |
| Schützenstraße 8 53° 16′ 47″ N, 9° 42′ 31″ O    | Wohn-/ Wirtschaftsgebäude        |                                                    | 26963301 | BW             |
| Schützenstraße 22 53° 16′ 41″ N, 9° 42′ 33″ O   | Garten                           |                                                    | 26963586 | BW             |
| Schützenstraße 22 53° 16′ 42″ N, 9° 42′ 33″ O   | Villa                            |                                                    | 26969894 |                |
| Schützenstraße 22 b 53° 16′ 42″ N, 9° 42′ 32″ O | Nebengebäude                     |                                                    | 26963271 | BW             |
| Schützenstraße 24 53° 16′ 40″ N, 9° 42′ 33″ O   | Landwirtschaftliche Winterschule |                                                    | 26963255 |                |
| Schützenstraße 24 53° 16′ 40″ N, 9° 42′ 34″ O   | Toilettenhäuschen                | Historisches Toilettenhäuschen                     | 26963602 |                |
| Unter den Linden 21 53° 16′ 51″ N, 9° 42′ 27″ O | Gaststätte Tostedter Hof         |                                                    | 26963209 |                |
| Unter den Linden 23 53° 16′ 51″ N, 9° 42′ 25″ O | Amtsgericht                      | Amtsgericht Tostedt                                | 26963193 | Weitere Bilder |
| Unter den Linden 34 53° 16′ 52″ N, 9° 42′ 19″ O | Wohnhaus                         |                                                    | 26963224 |                |
| Im Selloh 53° 18′ 21″ N, 9° 40′ 59″ O           | Außenschafstall                  | Stall                                              | 26963162 |                |
| K 15 53° 17′ 34″ N, 9° 41′ 11″ O                | Gemarkungsgrenzstein             | Historischer Grenzstein in Wüstenhöfen             | 35361917 |                |